# Kurt Gerstein
Kurt Gerstein (Münster (Észak-Rajna-Vesztfália), 1905. augusztus 11. – Párizs, 1945. július 25.) német SS-tiszt és a Waffen-SS Higiéniai Intézetének tagja. Belzec és Treblinka haláltáboraiban folyó tömeggyilkosságok szemtanújaként információkat szolgáltatott Göran von Otter svéd diplomatának és a római katolikus egyház tagjainak annak érdekében, hogy XII. Piusz pápa értesítse a nemzetközi közvéleményt a holokausztról. 1945-ben írta meg erről jelentését francia őrizet alatt, mielőtt állítólag öngyilkosságot követett el.

## Életrajz

### Családi háttere
Kurt Gerstein a vesztfáliai Münsterben született hatodik gyermekként egy olyan hétgyermekes családba, melynek ősei a tipikus porosz középosztályba tartoztak, s akik sovinisztaként „teljesen a hatalom szolgálatában” álltak. Apja, Ludwig, egykori porosz tiszt, bíróként dolgozott és egy tekintélyelvű figurát képviselt, ami nem volt szokatlan az akkori német középosztály családjaiban. Büszkén hirdette, hogy családjában csak árja vérűek vannak és a „faj tisztaságának megőrzésére” biztatta a jövő generációit. Ahogy azt később fiának, Kurtnak is írta: „Katona vagy és tiszt, engedelmeskednek kell az elöljáróid parancsainak. Azt terheli a felelősség, aki a parancsot adja, nem pedig azt, aki végrehajtja.” Kurt Gerstein számára nehéz volt egy ilyen atyai szemléletmód megemésztése és egy gyerekkori barát szavai szerint „mindig is ő volt a család fekete báránya”.

### Tanulmányai
Kurt egy idő után nem tolerálta többé a középiskolai és a családján belüli fegyelmet. Azonban a sok rossz bizonyítvány ellenére sikerült húszéves korára érettségit szereznie. Azonnal a Marburgi Egyetemre került, ahol három szemeszter után az Aacheni Műszaki Egyetemen folytatta tanulmányait, végül a Berlini Műszaki Egyetemen szerzett bányamérnöki diplomát 1931-ben. Marburgban apja kívánságára csatlakozott a Teutoniához, „Németország egyik legnacionálisabb diákszövetségéhez”. Noha kényelmetlenül érezte magát a szövetség diákjainak könnyelműségei miatt, nem mutatott ellenállást az ultranacionalizmusuk miatt. 1937. szeptember 4-én Gerstein orvostudományt kezdett tanulni a Tübingeni Egyetemen, ám tanulmányait félbeszakította a háború kitörése.

### Vallásos hite
Habár családja nem volt különösebben vallásos, az iskolában Gerstein mély vallásos képzésben részesült. Az egyetemi évek alatt, mint egy, az évfolyamtársai frivol tevékenységeinek ellenszereként elkezdte olvasni a Bibliát. 1925-től aktívan részt vett keresztény diákok és fiatalok mozgalmaiban, csatlakozva a Német Keresztény Diákok Szövetségéhez (DCSV) 1925-ben, majd 1928-ban mindkét Evangélikus Ifjúsági Mozgalom (CVJH – YMCA) aktív tagjává vált és a Német Biblia Körök Szövetségében vezető szerepet töltött be egészen 1934-ig, a szövetséget feloszlatásáig, amire azután került sor, hogy a Hitlerjugend megkísérelte annak elfoglalását. Elsőként a protestáns Evangélikus Egyházban találta meg vallásos értelemben otthonát, ahol erősen vonzódott a Hitvalló Egyházhoz, mely Martin Niemöller lelkipásztor köré szerveződött 1934-ben, tiltakozásként a nácik próbálkozásaival szemben, akik egyre inkább ellenőrzésük alá vonták a német protestánsokat. Vallásos hite miatt konfliktusba keveredett a nácikkal, és a kései 1930-as években bebörtönözték és koncentrációs táborba kényszeríttették.

### Kapcsolata a náci párttal és a kormánnyal
Mint sokakra Gerstein generációjában, rá (és családjára) is mélyen megalázóan hatott a versailles-i békeszerződés, és vonzódtak a nácik szélsőséges nacionalizmusához. 1933 júliusában beállt az SA-ba (Sturmabteilung), a náci párt rohamosztagába. Gerstein akkori ellentmondásos gondolkodását Friedlander így írja le: „A vallásos koncepciók és a Hitvalló fiatalok mozgalmának becsületének szilárd védelme jellemezte, de gyenge volt a nemzetiszocializmussal és annak következő terminológiájával szemben: a mindenek felett álló politikai rendszer, az autoritarizmus és a hisztérikus szocializmus elfogadása.”
1935-ben a Wittekind c. színházi előadás alatt felállt és tiltakozott annak keresztényellenes üzenete ellen, de a közönség soraiban lévő párttagok megverték. A kormánnyal is konfliktusba került náciellenes anyagok osztogatásáért. Először 1936. szeptember 4-én tartoztatták le, öt hétig tartották védőőrizetben és kicsapták a pártból, ami azt jelentette, hogy nem tudott az állami szektorban bányamérnökként elhelyezkedni és nem vehették vissza a pártba. 1938 júliusában tartóztatták le másodszor, de hat héttel később elengedték, mert semmilyen vádat nem találtak ellene. Ő (és apja) tovább küzdött azért, hogy visszakerüljön a pártba.

### SS-tagsága
1941 elején csatlakozott az SS-hez (Schutzstaffel). Ezen döntésének magyarázatai sokfélék és zavarba ejtők. Egyfelől egy dokumentum arra mutat, hogy sógornője halála következményeként jutott erre a döntésre, akit kétségtelenül az eutanázia program alatt öltek meg, amely egyenesen a mentális betegek ellen irányult (T4 Akció). Más dokumentumok úgy tűnik arra mutatnak, hogy már sógornője halála előtt meghozta döntését, és a haláleset megerősítette abban, hogy csatlakozzon az SS-hez, hogy „belülről lássa a dolgokat”, megpróbálva az eljárásokon változtatni és a bűncselekményeket nyilvánosságra hozni. Browning úgy írja le őt mint „egy rejtőzködő antinácit, aki beszivárgott az SS-be…” Ahogy feleségéhez írt levelében magyarázta: „Csatlakoztam az SS-hez… mint a Hitvalló Egyház ügynöke.”"

### Szemtanúként
Szakmai képzettségéből kifolyólag Gerstein gyorsan a Műszaki Fertőtlenítő Szolgálat vezetőjévé vált, együttműködve Odilo Globocnikkel és Christian Wirthtel. 1942. augusztus 17-én Belzec haláltáborában Gerstein szemtanúja volt kb. 3000 zsidó elgázosításának, akiket vonattal szállítottak oda Lembergből. Másnap Gerstein Treblinkába utazott, ahol elkobzott ruhák és fehérneműk halmait látta.

### Jelentése
Néhány nappal később, a Varsóból Berlinbe tartó vonaton lehetősége volt találkoznia Göran von Otter báróval, svéd diplomatával, akinek Berlinben volt székhelye. A több órán át tartó beszélgetés alatt elmondta a diplomatának, mit látott, és sürgette őt, hogy nemzetközi szinten terjessze el az információt. Időközben megkísérelt kapcsolatba lépni a Vatikán képviselőivel, a berlini svéd követség sajtóattaséjával és számos emberrel, akik a Hitvalló Egyházhoz tartoztak. 1942-től 1945-ig tartó időszakban állításai a diplomaták és a vallás hivatalnokai körében kevés hatást értek el. 1945 áprilisában, már francia fogságban, Gerstein írt egy jelentést tapasztalatairól a haláltáborok vonatkozásában franciául, melyet két német változat követett 1945 májusában.
Gerstein jelentését nemcsak a holokauszttagadók kritizálták. Pierre Vidal-Naquet francia történész az Emlékezet merénylői c. munkájában fejtett ki ilyen kritikát.
Christopher Browning történész írja: „Gerstein tanúvallomása kétségtelenül több szempontból is problémás. …állítása Belzec és Treblinka cipő- és ruhahalmainak magasságáról Belzecben túlzás. Gerstein olyan ügyekben is nagymértékben túloz, melyek esetén nem volt szemtanú, mint a 25 milliós szám a zsidók és mások elgázosításával kapcsolatban. De egy alapvető ügy esetében, névlegesen Belzecben ott volt és a Lvovból szállított zsidók transzportjainak elgázosításának szemtanújává vált. Tanúvallomását ez teljes mértékben megerősíti… Ezt más belzeci szemtanúk is megerősítik.”

### Letartóztatása és halála
1945. április 22-én Gerstein megadta magát az elfoglalt Reutlingen város francia parancsnokának. Rokonszenvező fogadtatásban részesült és egy rottweili hotelbe helyezték át. Itt meg tudta írni jelentéseit. Később azonban átszállították a Cherche-Midi katonai börtönbe mint háborús bűnöst. Július 25-én holtan találták a cellájában, a hivatalos jelentés öngyilkosságot valószínűsít.

## Színdarabban
- Rolf Hochhuth: A helytartó (1963) c. drámájának egyik főszereplője.
- Costa-Gavras filmrendező Ámen című 2002-es filmdrámájának főszereplője. A film Hochhuth színműve alapján készült.

## Fordítás
- Ez a szócikk részben vagy egészben  a   Kurt Gerstein című angol Wikipédia-szócikk ezen változatának fordításán alapul.  Az eredeti cikk szerkesztőit annak laptörténete sorolja fel. Ez a jelzés csupán a megfogalmazás eredetét és a szerzői jogokat jelzi, nem szolgál a cikkben szereplő információk forrásmegjelöléseként.